# Chaetothyriaceae
Chaetothyriaceae is een familie van schimmels uit de orde Chaetothyriales.

## Geslachten
De familie bestaat uit de volgende 21 geslachten: 
- Actinocymbe
- Aithaloderma
- Aphanophora
- Beelia
- Brunneodinemasporium
- Ceramoclasteropsis
- Ceramothyrium
- Ceratocarpia
- Chaetothyriomyces
- Chaetothyrium
- Euceramia
- Fumagopsis
- Hermetothecium
- Hyaloscolecostroma
- Kazulia
- Longihyalospora
- Microcallis
- Nullicamyces
- Phaeosaccardinula
- Treubiomyces
- Yatesula